# ブッシュクラフト
ブッシュクラフト（英語：Bushcraft）とは、森林等の自然環境の中における『生活の知恵』の総称とされており、その行為や技術をそう呼ぶ。サバイバルと行為が似ているが、サバイバルは『状態』、ブッシュクラフトは『手段』と区別することができる。他に、目的で区別した場合、サバイバルは『帰還目的』ブッシュクラフトは『生活目的』と分けることもできる。ブッシュクラフトで実際に生活している人や、趣味としている人、生業にしている人、継続して趣味等でブッシュクラフトを行っている人を、ブッシュクラフターと呼ぶ。

## 概要
ブッシュクラフトは、より自然を身近に感じるための、技術・知恵・行為として、アウトドアスタイルの一つとして定着しつつある。人と自然環境が深く関って生活していた時代の知恵や技術を踏襲したものが、現在一般的に認識されているブッシュクラフトと考えられる。少なくとも1800年代にはブッシュクラフトという言葉が確認されているらしく、当時から存在した装備（ナイフ、火打石など）を現在でも必需品とし、不足する物資は現地調達するなどして、その場で自作するというレトロな手法を採る。

## ブッシュクラフトの発祥
特に北欧が本場とされており、現代流行し一般認知されているブッシュクラフトの発祥の地とされているが、語源の元をたどれば南アフリカの原住民の生活に端を発する。ただし、ブッシュクラフト同様の行為や技術は、人類が文明を築く上で欠かせないものであり、世界各地でその土地に合った知恵や技術が確立されているものである。
現代ブッシュクラフトにおいて北欧がメッカとされる理由として、かねてから林業と木工文化が盛んなこと。また、寒冷な地域が多いため火おこしや焚き火に関する知恵や技術が多く蓄積・発信されていること。現代でも多くの自然が国民に解放されており、自由度の高いアウトドアが行えること。地形が比較的平たんなため、重くかさばる昔ながらの装備でも森に入りやすいこと。狩猟採集や釣りもしやすく食料の現地確保がしやすい等が挙げられ、これらはブッシュクラフトを習得したり発信するには非常に良い環境と言える。
例えば、現代のように優れた野外寝具も無い時代に、極寒の山中で眠っていても一晩中燃え続ける焚き火を考案し、自作のシェルター（小屋）を効果的に暖めて宿泊する技術や、カップや皿、フォークやスプーンなどを手彫りで自作する技術等がこれに当たる。
衣類や小物もほとんどが手作りで、セーターや皮革製品が代表的である。
日本にも、日本の環境にあった知恵や技術が古代から存在するが、文明の発展とともに徐々に失われている。

## ブッシュクラフトの定義

### 現代的なアウトドアとの相対的な違い
何をもってブッシュクラフトか、という明確な定義は存在しない。その行為や趣向、装備などによって『相対的にブッシュクラフターである』と認識される。
現在では主に、アウトドアの一環として行われるため、そのようなシーンにおける違いを、特徴的な傾向として記す。

### 代表的な3つの特徴
- ガスストーブやライター類ではなく、火打石と火打金のセットや、メタルマッチなどを着火道具とし、焚き火で調理や暖を取るのが定番。[独自研究?]
- 頑丈なナイフが必需品。
- 材料を現地調達して必要物資の自作を行う。木の枝をナイフで加工するのが主流で、熟練者ほど幅が広がる。[独自研究?]

### その他の傾向
- 予め所持している装備にも自作の物が多く、原材料には木や皮革、キャンバスなど天然素材が多い。
- クッカーは、軍用品やレトロなものを採用することが相対的に多い。焚き火に使いやすいクッカーが人気である。[独自研究?]
- 最新式または化学繊維で作られたテントは使わず、タープやハンモック、または現地調達による自作のシェルターで宿泊する。
- GPSではなく、地図（地形図）とコンパスで行動する。
- 狩猟採集により、食料を得ることがしばしばある。
- 針と糸だけを持ち込み、その他は現地調達で釣りをすることがある。

## ブッシュクラフトの基本スキル

### 焚き火

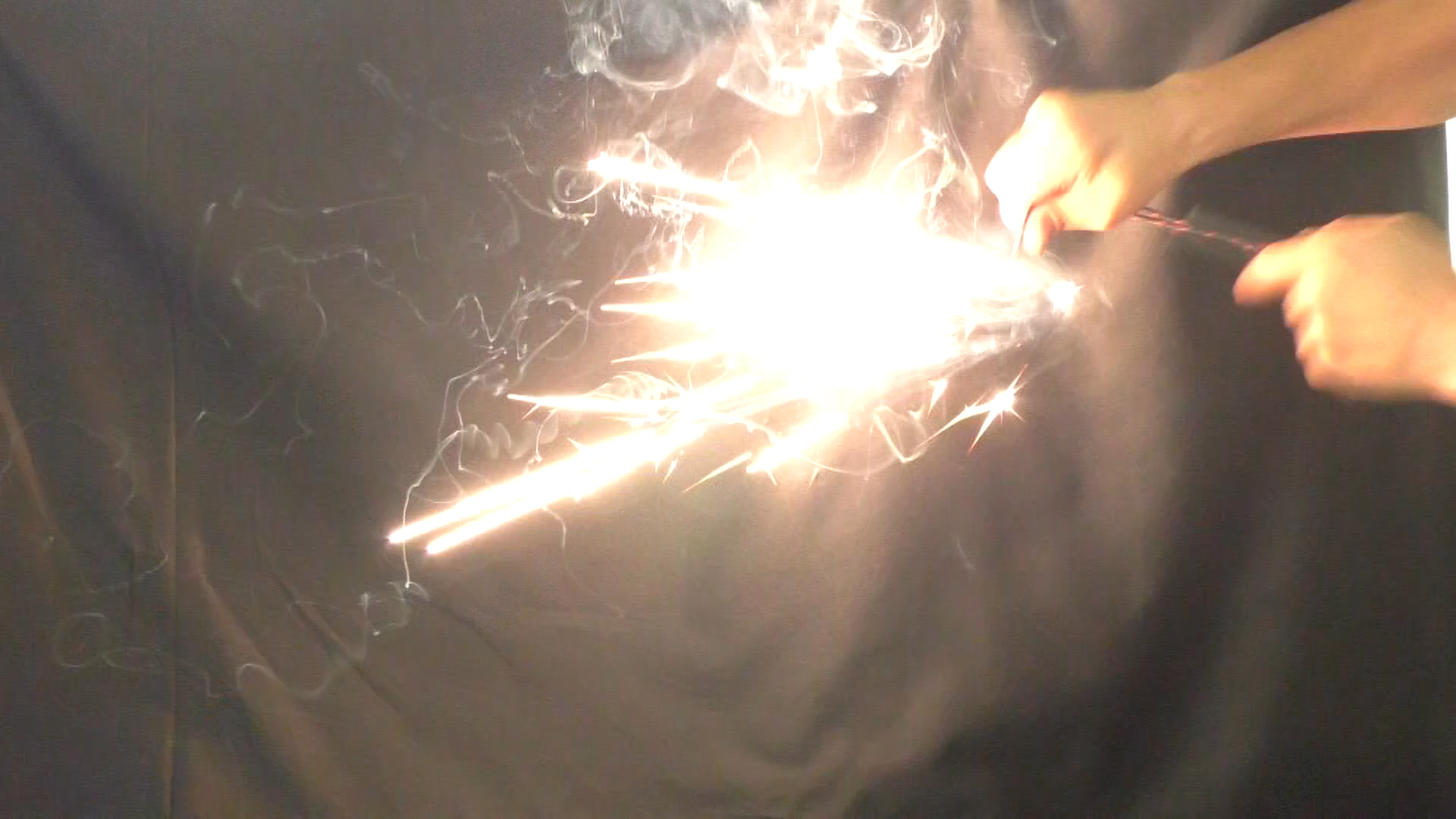
メタルマッチによる火花の例

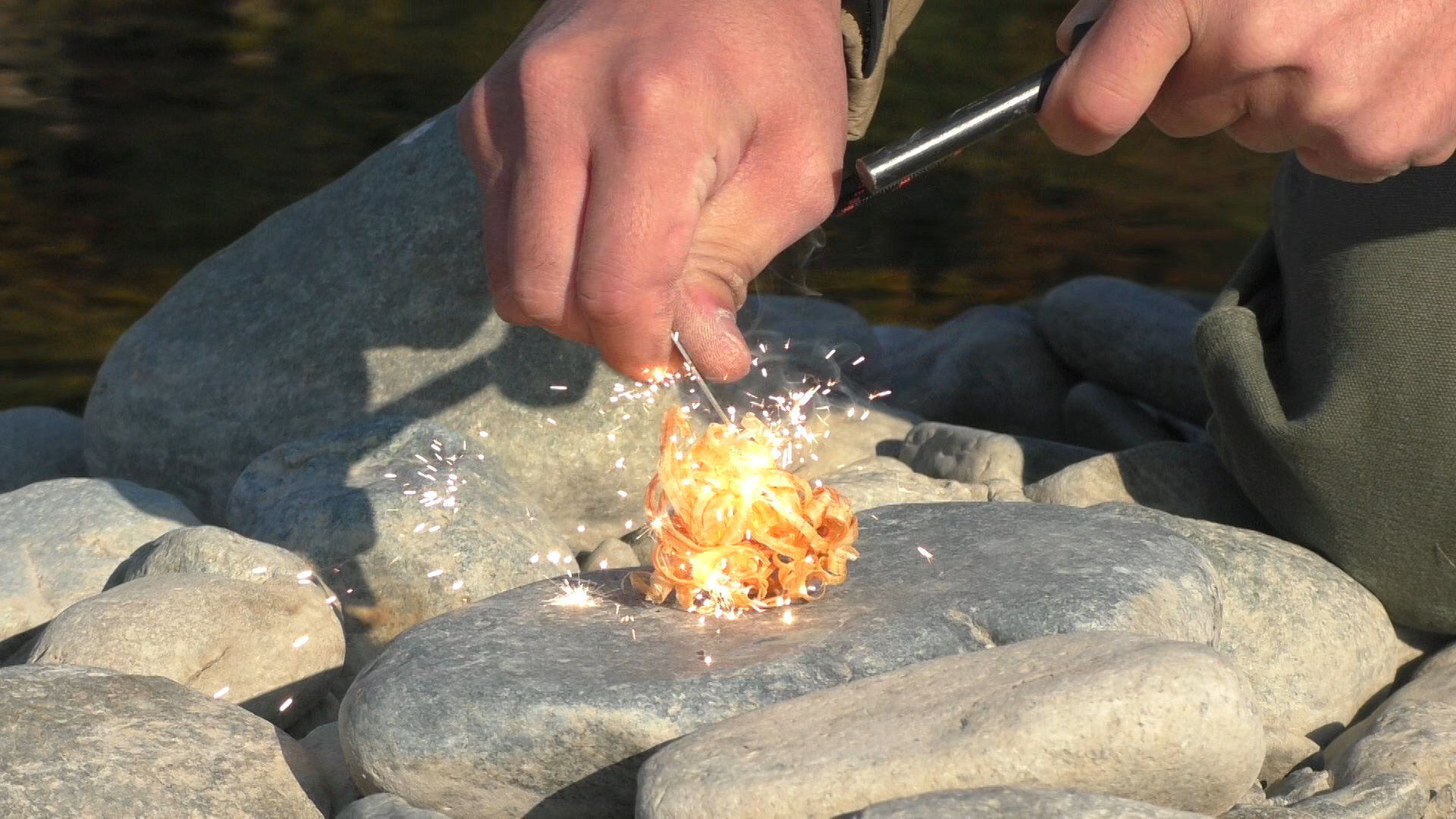
約3,000度の火花は、太陽光の下でも明るく目視できる。

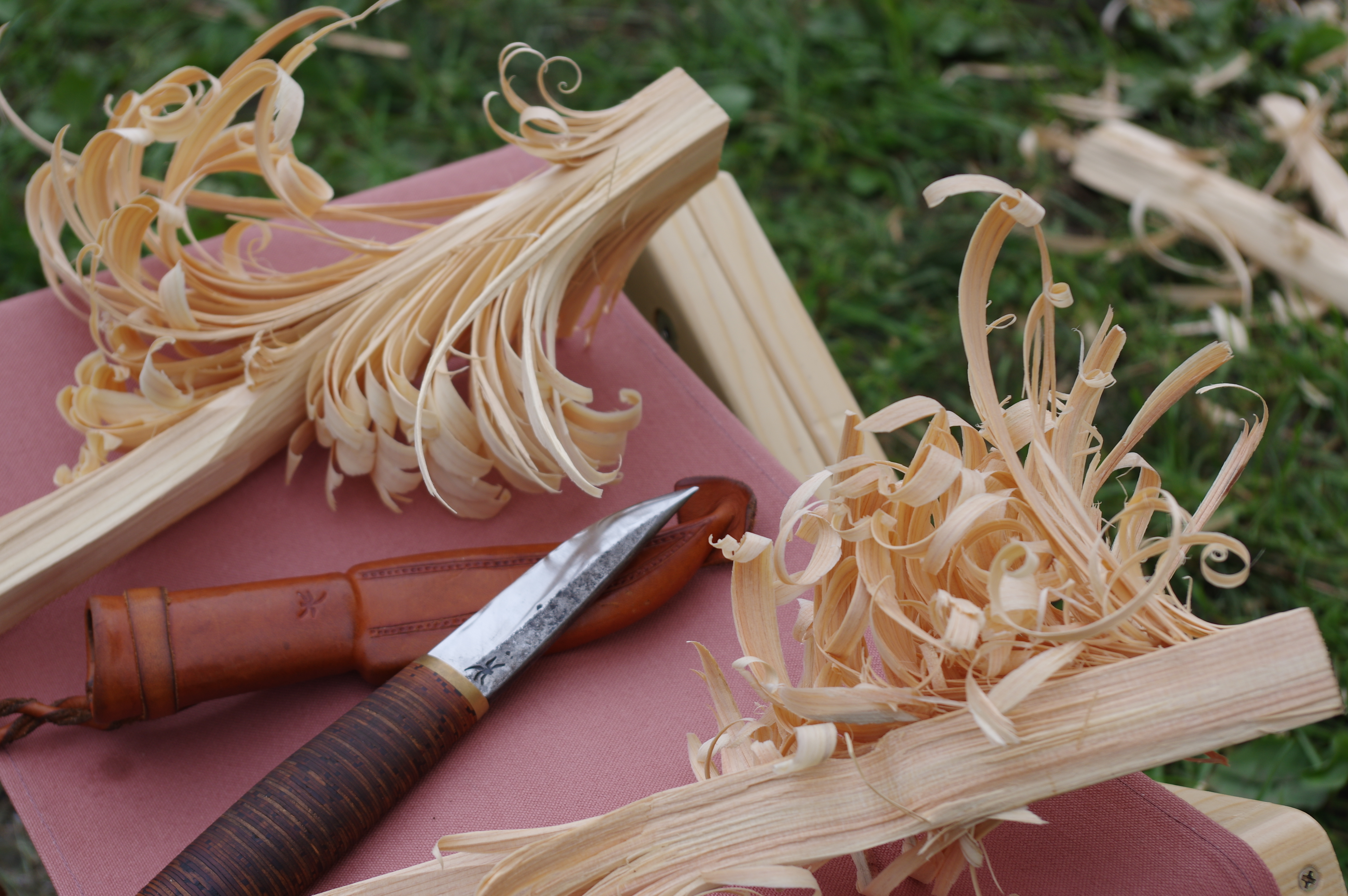
針葉樹の薪を、ナイフを用いてフェザースティックにしたもの。

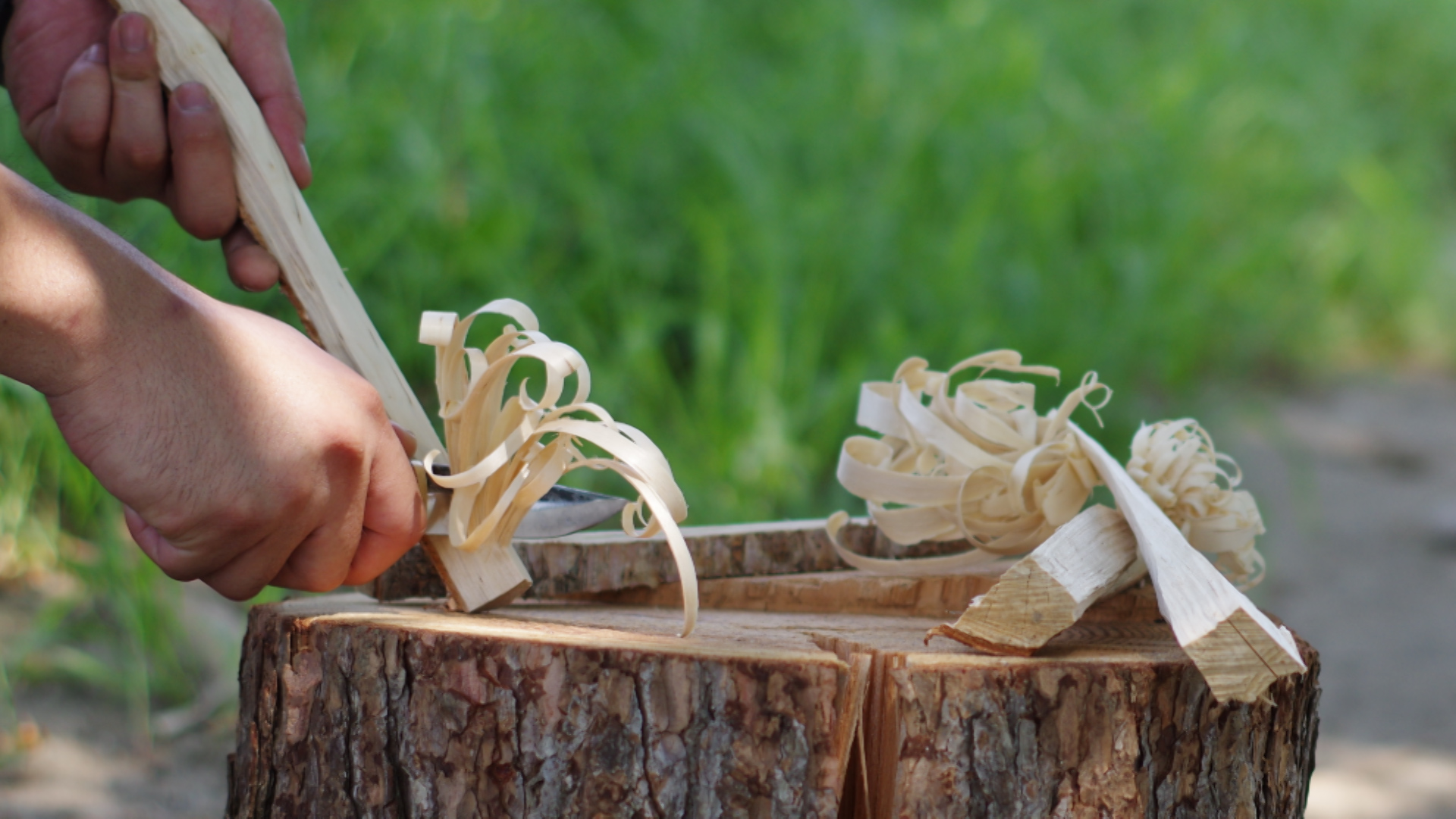
作成中のフェザースティック。

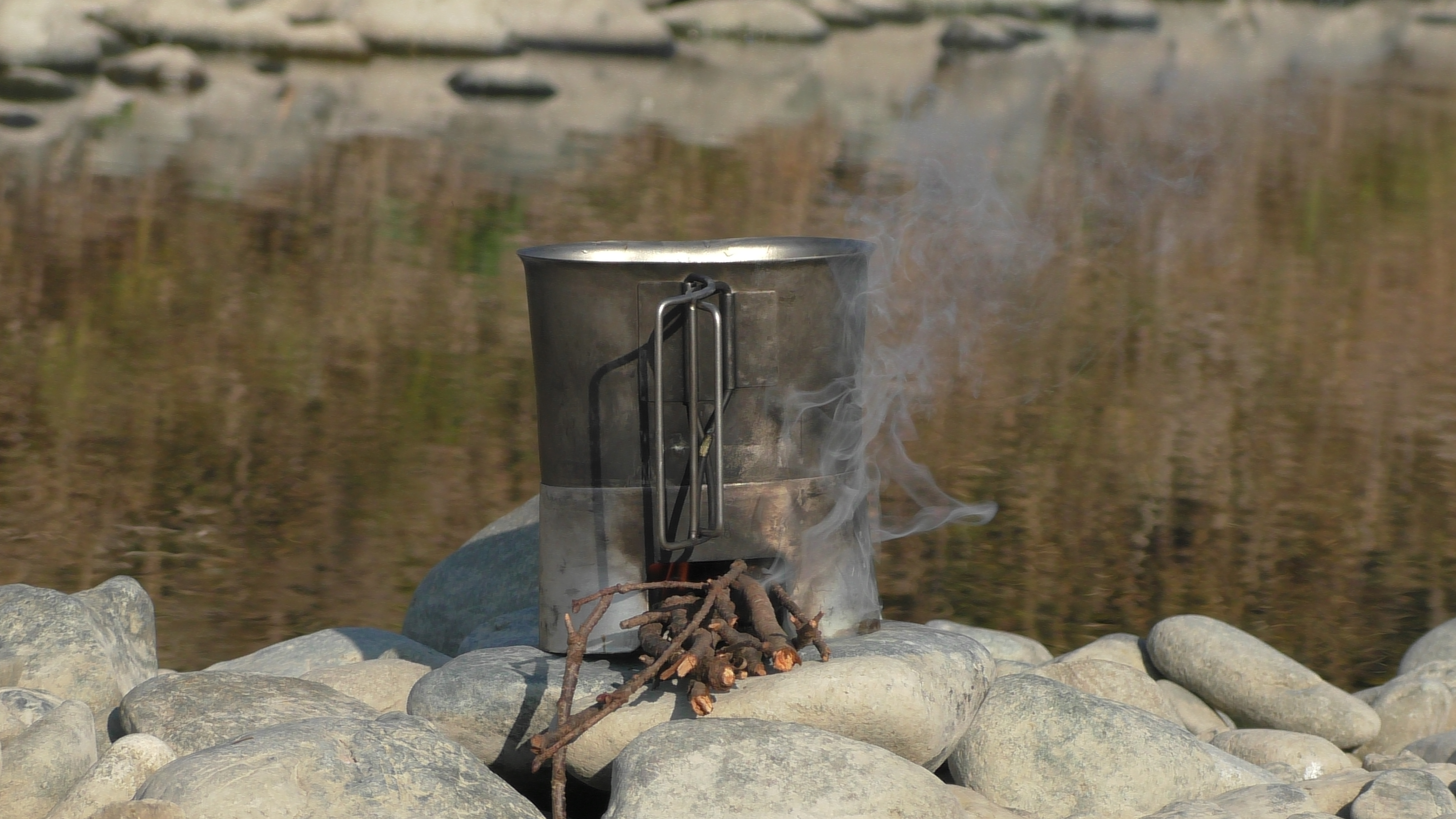
ブッシュクラフターの単独での焚き火の例。食事や水を確保するためだけに行われる、ごく小規模なもの。

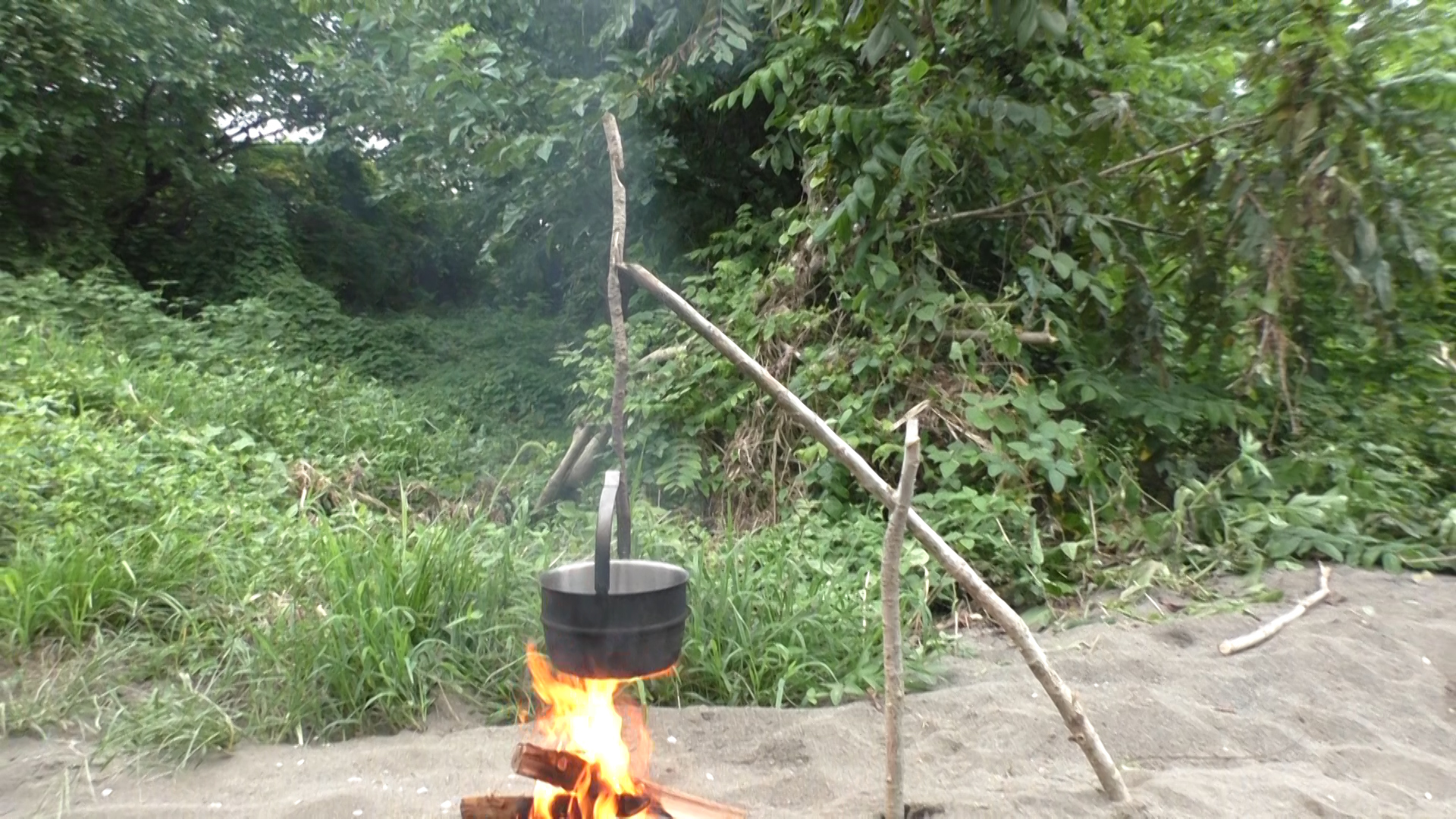
トライスティックには必ずポットフックの練習が含まれている、基本的クラフトスキルの一つ。

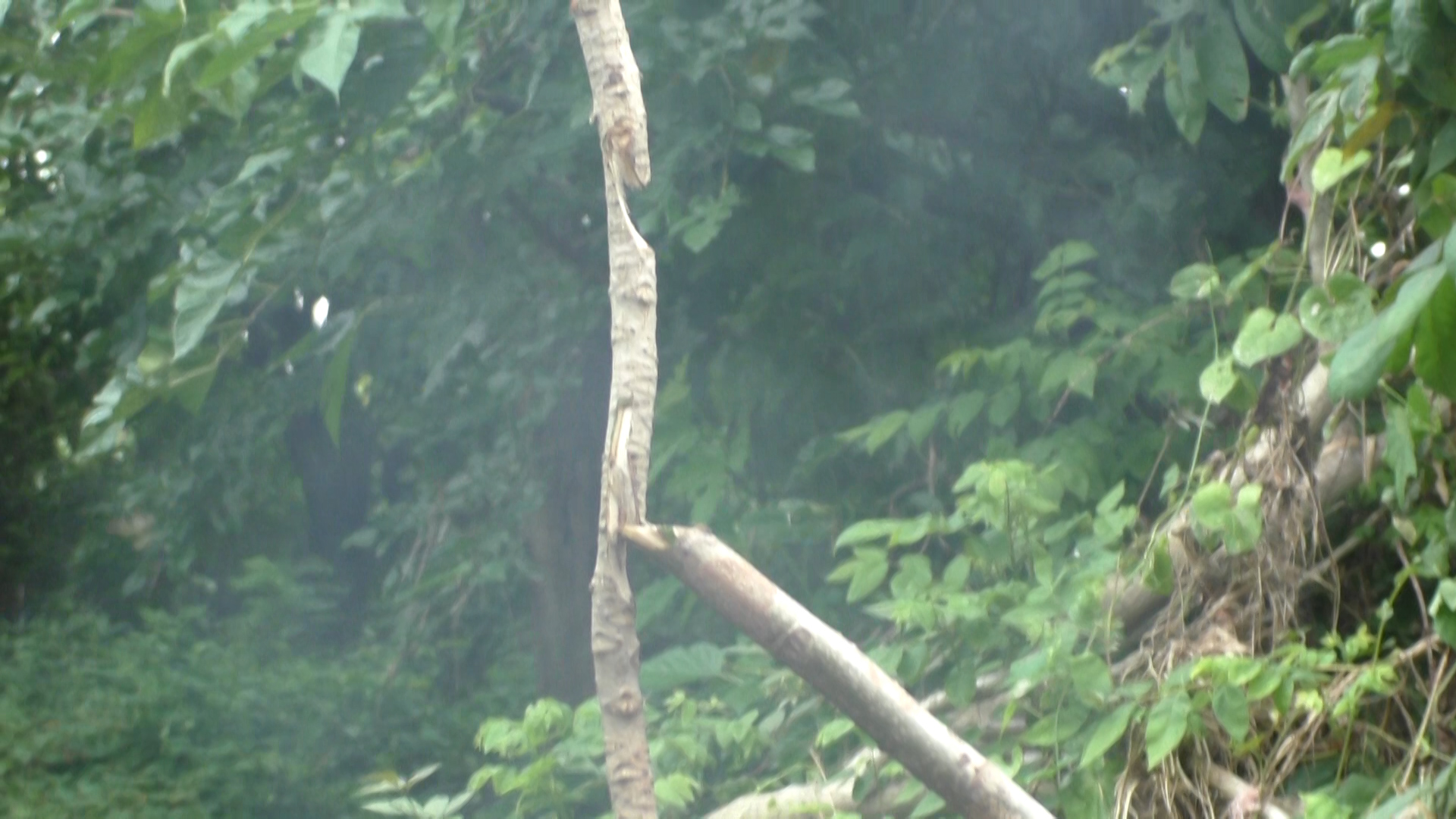
カギを複数作ることで高さを調整し、火加減の調整が可能になる。

熟練者ほど難易度の高い（つまり古風な）方法で、火おこしと焚き火を行う傾向にあり、ライターやマッチを使う頻度が少なくなる。

#### ブッシュクラフター全般に共通する点
なるべく着火剤やライターを使わずに火おこしを行う傾向にある。初心者では、失敗したときのバックアップとしてライターやマッチ、着火剤を準備しておく場合もある。バックアップを採らない場合、火おこしの成功率は100%ではない。

#### ブッシュクラフトにおける、着火から焚き火までのオーソドックスな流れ
ブッシュクラフターにとって最もポピュラーな着火道具の一つにメタルマッチ（ファイヤースチール）が挙げられる。
メタルマッチから発生した火花で火口に着火し、焚きつけ、薪へと火を育て移していく。
- 先ず、燃料を十分に確保する。焚き火の炎が安定するに十分な薪と、着火に必要な火口（ほくち/英語：Tinder（ティンダー））が必要である。
- 火口は、植物性の乾燥した繊維質（例：麻紐をほぐしたもの/ガマの穂/ススキの穂/枯れ草など）が好まれるが、薪となる木材を、ナイフを用いてフェザースティックやダストにしたものでも代用可能である。
- 焚き火の準備として、火口、焚きつけ、最終的に炎を安定させる大きめの薪を準備する。
- 炊きつけは、枯れた小枝等の自然のままで着火しやすい状態になっている細い状態のものを採集するか、太いままの薪をナイフ等で加工して確保する。代表例としてフェザースティックがある。
- 火口に着火し、その火を焚きつけに移し、最終的に大きな薪を安定して燃焼させる。
- 目的に応じて、ポットフックを作るなどして焚き火を利用する。